# Mollinedia floribunda
Mollinedia floribunda là một loài thực vật có hoa trong họ Monimiaceae. Loài này được Tul. miêu tả khoa học đầu tiên năm 1855.